# دیود زنر

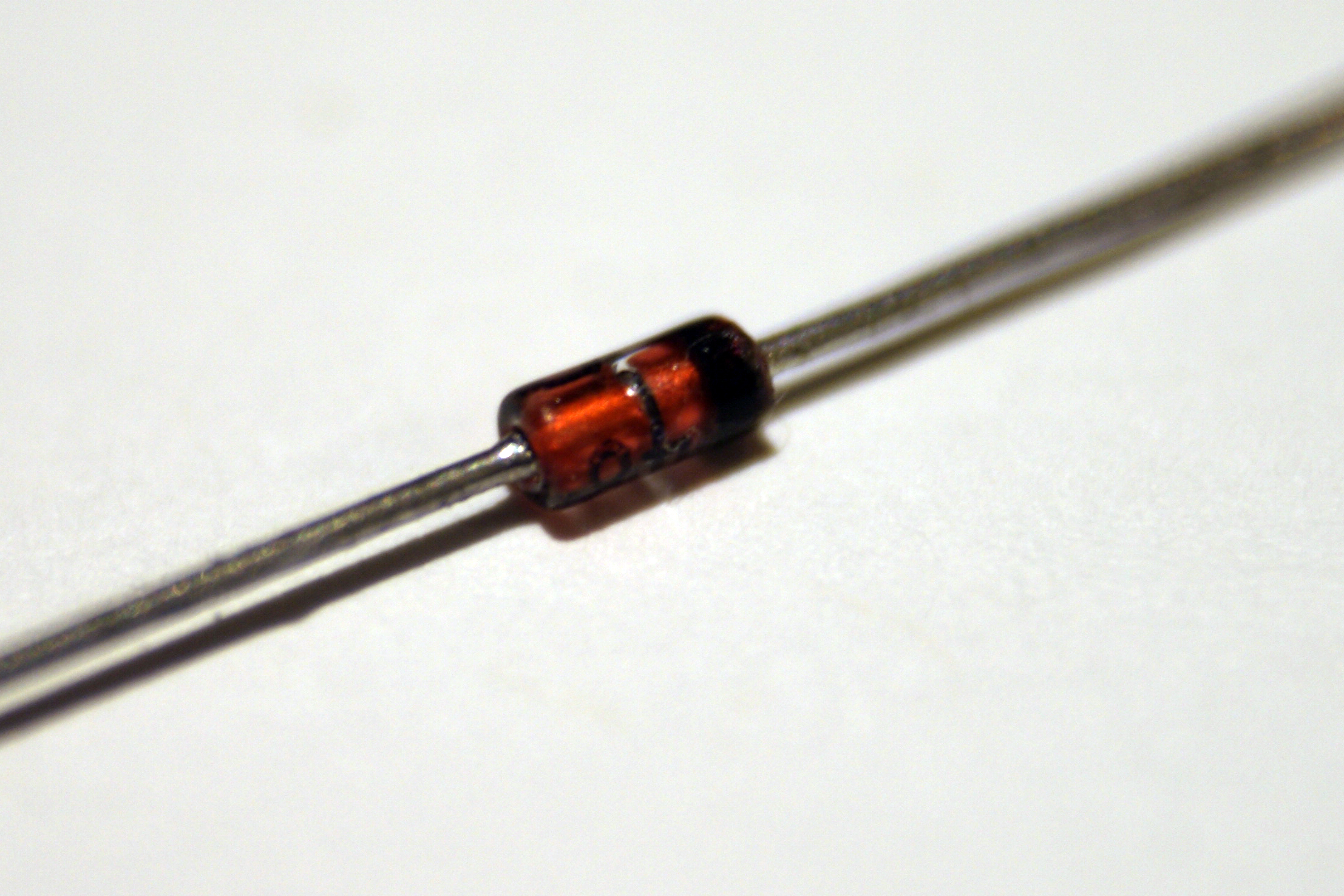
دیود زنر

دیود زِنِر (به انگلیسی: Zener Diode)، نوع خاصی از دیود است که بر خلاف دیود معمولی، نه تنها اجازهٔ عبور جریان از آند به کاتد می‌دهد، بلکه در جهت معکوس، زمانی که ولتاژ از حد معینی موسوم به «ولتاژ زنر» فراتر رود، نیز جریان را عبور می‌دهد.
ولتاژ زنر را به نام‌های دیگری از جمله ولتاژ شکست، ولتاژ زانو یا ولتاژ بهمنی نیز می‌شناسند.
دیود زنر در سال ۱۹۱۵ میلادی به دست کلارنس زنر کشف شد و به نام او، دیود زنر، نام گرفت.

دیود زنر، ولتاژ شکست ۱۷ ولت

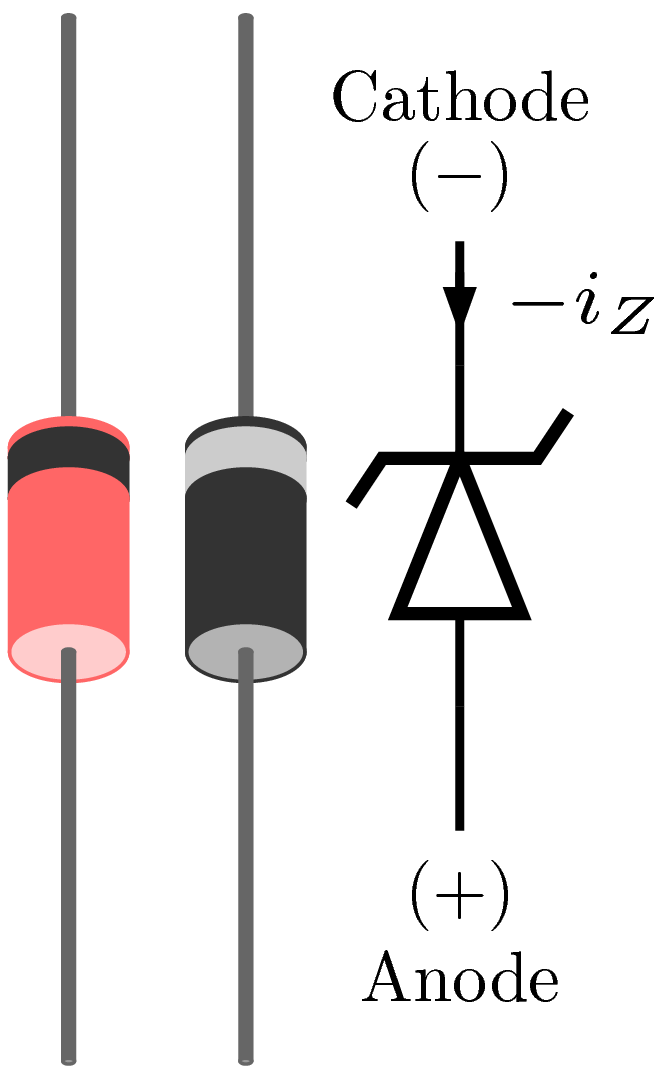
دیود زنر

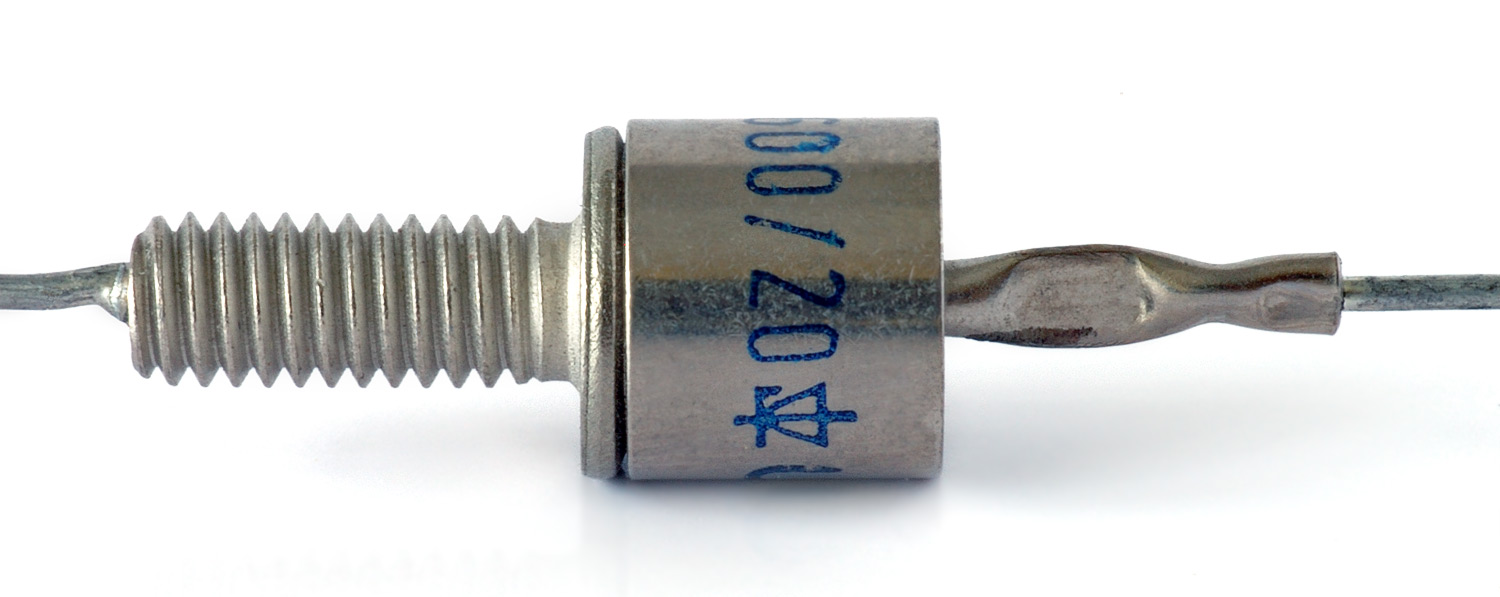
دیود زنر، لینک کاتدی

دیودهای زنر با تنوع زیادی از ولتاژهای زنر تولید می‌شوند و برخی حتی متغیر هستند. برخی از دیودهای زنر دارای اتصال p-n تیز و بسیار دوپ شده با ولتاژ زنر کم هستند، در این حالت هدایت معکوس به دلیل تونل کوانتوم الکترون در فضای کوتاه بین مناطق p و n رخ می‌دهد - این به عنوان اثر زنر شناخته می‌شود، پس از کلارنس زنر دیودهای با ولتاژ زنر بالاتر دارای یک اتصال تدریجی هستند و نحوه عملکرد آنها همچنین شامل خرابی بهمن است. هر دو نوع خرابی در دیودهای زنر وجود دارد که اثر زنر در ولتاژ پایین‌تر و شکست بهمن در ولتاژ بالاتر غالب است.
دیودهای زنر به‌طور گسترده‌ای در انواع تجهیزات الکترونیکی مورد استفاده قرار می‌گیرند و یکی از عناصر اصلی ساخت مدارهای الکترونیکی هستند. از آنها برای تولید ریل‌های تثبیت شده با قدرت کم از ولتاژ بالاتر و تأمین ولتاژهای مرجع برای مدارها، به ویژه منابع تغذیه تثبیت شده استفاده می‌شود. آنها همچنین برای محافظت از مدارها در برابر ولتاژ اضافی، به ویژه تخلیه الکترواستاتیک (ESD) استفاده می‌شوند.

## تاریخچه
نام این دستگاه به نام فیزیکدان آمرییسیشیسیا توصیف کرد. بعداً، کار وی منجر به اجرای اثر آزمایشگاه‌های بل در قالب یک دستگاه الکترونیکی، دیود زنر شد.

## عملکرد
یک دیود حالت جامد معمولی در صورت گرایش معکوس بالاتر از ولتاژ شکست معکوس، جریان قابل توجهی را امکان‌پذیر می‌کند. هنگامی که از ولتاژ شکست بایاس معکوس فراتر رود، یک دیود معمولی به دلیل خرابی بهمن در معرض جریان زیاد است. مگر اینکه این جریان توسط مدار محدود شود، دیود ممکن است به دلیل گرم شدن بیش از حد به‌طور دائمی آسیب ببیند. دیود زنر تقریباً خصوصیات مشابهی از خود نشان می‌دهد، به جز اینکه دستگاه به‌طور خاص طراحی شده است تا ولتاژ خرابی آن کاهش یابد، به اصطلاح ولتاژ زنر. در مقابل با دستگاه مرسوم، یک دیود زنر با تعادل معکوس شکست کنترل شده‌ای را نشان می‌دهد و به جریان اجازه می‌دهد تا ولتاژ دیود زنر را نزدیک به ولتاژ شکست زنر نگه دارد. به عنوان مثال، یک دیود با ولتاژ شکست زنر ۳٫۲ ولت افت ولتاژ تقریباً ۳٫۲ ولت را در طیف گسترده‌ای از جریان‌های معکوس نشان می‌دهد. دیود زنر بنابراین برای کاربردهایی مانند تولید ولتاژ مرجع (به عنوان مثال برای یک مرحله تقویت کننده) یا به عنوان یک تثبیت کننده ولتاژ برای برنامه‌های کم جریان ایدئال است.
مکانیسم دیگری که اثری مشابه ایجاد می‌کند، اثر بهمن همانند دیود بهمن است. در واقع دو نوع دیود به یک شکل ساخته شده‌اند و هر دو اثر در دیودهای این نوع وجود دارد. در دیودهای سیلیسیم تا حدود ۵٫۶ ولت، اثر زنر اثر غالب است و ضریب دمای منفی مشخص را نشان می‌دهد. بالاتر از ۵٫۶ ولت، اثر بهمن غالب می‌شود و ضریب دمای مثبت را نشان می‌دهد.
در یک دیود ۵٫۶ ولت، این دو اثر با هم اتفاق می‌افتد و ضرایب دمایی آنها تقریباً یکدیگر را لغو می‌کنند، بنابراین دیود ۵٫۶ ولت در کاربردهای مهم دما مفید است. یک گزینه دیگر، که برای مراجع ولتاژ استفاده می‌شود که باید در مدت زمان طولانی بسیار پایدار باشد، استفاده از یک دیود زنر با ضریب دما (TC) + 2 میلی ولت / درجه سانتیگراد (ولتاژ شکست ۶٫۲–۶٫۳ ولت) متصل است به صورت سری با یک دیود سیلیکونی با تعصب رو به جلو (یا یک اتصال BE ترانزیستور) ساخته شده در همان تراشه. دیود مغرض جلو دارای ضریب دمای m 2 میلی ولت در درجه سانتی گراد است و باعث می‌شود TCها لغو شوند.
دیودهای زنر و بهمن، صرف نظر از ولتاژ خرابی، معمولاً تحت اصطلاح چتر «دیود زنر» به بازار عرضه می‌شوند.
در زیر ۵٫۶ ولت، جایی که اثر زنر غالب است، منحنی IV نزدیک به شکست بسیار گردتر است، که خواستار مراقبت بیشتر در هدف قرار دادن شرایط تعصب آن است. منحنی IV برای زنرهای بالاتر از ۵٫۶ ولت (تحت تأثیر بهمن)، در هنگام خرابی بسیار واضح تر است.

## کاربرد

دیود زنر، تنظیم کنندهٔ ولتاژ

دیود زنر به‌طور گسترده‌ای به عنوان مرجع ولتاژ (voltage reference) در کاربردهای تثبیت و تنظیم ولتاژ استفاده می‌شود. به این منظور، دیود زنر همیشه در بایاس معکوس در مدار قرار داده‌می‌شود.
از دیگر کاربردهای آن، شیفت‌دهندهٔ سطح ولتاژ، یا بُرِش‌گر (clipper) ولتاژ است. دیود زنر به ندرت در بایاس مستقیم به کار می‌رود.

## دیودهای زنر استاندارد
دیودهای زنر معمولاً با ولتاژ ۲٫۴ تا ۲۰۰ ولت تولید می‌گردند و مقادیر ولتاژ زنر آن‌ها تابعی از استاندارد آی‌ئی‌سی  ۶۰۰۶۳ و مطابق سری E12 (با ۱۰ درصد تلورانس) یا E24 (با ۵ درصد تلورانس) است. جدول زیر ولتاژهای استاندارد دیود زنر را در سری ئی۲۴ نمایش می‌دهد.
| ولتاژهای مختلف استاندارد E24 بر حسب ولت | توان زنر بر حسب وات |
| ۵٫۱–۵٫۴–۶٫۲–۶٫۸ - ۱۰ - ۱۱ - ۱۲ - ۱۵ - ۲۰ - ۱۰۰ - ۲۰۰                                                                                             | ۰٫۵ وات             |
| ۴٫۷–۵٫۱–۶٫۲–۶٫۸–۷٫۵–۸٫۲–۹٫۱ - ۱۰ - ۱۱ - ۱۲ - ۱۳ - ۱۵ - ۱۸ - ۲۰ - ۲۲ - ۲۴ - ۲۷ - ۳۰ - ۳۳ - ۳۶ - ۳۹ - ۴۳ - ۴۷ - ۵۱ - ۵۶ - ۶۲ - ۶۸ - ۷۵ - ۱۰۰ - ۲۰۰ | ۱٫۳ وات             |
| ۲٫۷ - ۳ - ۳٫۳–۳٫۶–۳٫۹–۴٫۳–۴٫۷–۵٫۱–۵٫۶–۶٫۲–۶٫۸–۷٫۵–۸٫۲–۹٫۱ - ۱۰ - ۱۱ - ۱۲ - ۱۳ - ۱۵ - ۱۶                                                          | ۵ وات               |